# Voussac
Voussac ist eine französische Gemeinde mit 493 Einwohnern (Stand: 1. Januar 2022) im Département Allier in der Region Auvergne-Rhône-Alpes. Sie gehört zum Arrondissement Montluçon und ist Mitglied im Gemeindeverband Commentry Montmarault Néris Communauté. Die Bewohner werden Voussacois und Voussacoises genannt.

## Geographie
Die Gemeinde liegt in der Landschaft Bocage Bourbonnais, rund neun Kilometer östlich von Montmarault und 18 Kilometer westlich von Saint-Pourçain-sur-Sioule. Nachbargemeinden von Voussac sind Deux-Chaises im Norden, Le Theil im Nordosten, Fleuriel im Osten, Monestier im Südosten Target im Süden und  Saint-Marcel-en-Murat im Westen.
Der Ort selbst liegt auf einer Anhöhe über dem Fluss Venant, einem Nebenfluss der Bouble.
Der östliche Teil des Hügels ist vom Staatsforst von Vacheresse (frz.: Forêt Domaniale de Vacheresse) bedeckt. Alle dort entspringenden Gewässer werden von den Bächen Musant und Le Veauvre gesammelt und entwässern ebenfalls in die Bouble.

## Bevölkerungsentwicklung
| Jahr                       | 1968 | 1975 | 1982 | 1990 | 1999 | 2006 | 2009 | 2016 | 2019 |
| Einwohner                  | 680  | 514  | 458  | 400  | 458  | 460  | 465  | 478  | 484  |
| Quellen: Cassini und INSEE |      |      |      |      |      |      |      |      |      |

## Sehenswürdigkeiten
- Schloss Chirat-Guérin aus dem 17./18. Jahrhundert im Südosten des Gemeindegebietes